# Valbuena de Pisuerga
Valbuena de Pisuerga est une commune d'Espagne de la province de Palencia dans la communauté autonome de Castille-et-León. Elle fait partie de la comarque naturelle d'El Cerrato.